# Enrique Mansilla
Enrique Mansilla (ur. 14 lutego 1957 roku w Buenos Aires) – argentyński kierowca wyścigowy.

## Kariera
Mansilla rozpoczął karierę w wyścigach samochodowych w 1980 roku od startów w Formule Ford 1600 BRDC oraz Brytyjskiej Formule Ford 1600 RAC. Z dorobkiem odpowiednio czterdziestu i piętnastu punktów uplasował się w obu seriach na dziewiątej pozycji w klasyfikacji generalnej. W późniejszych latach pojawiał się także w stawce Brytyjskiej Formuły Ford 1600 P&O Ferries, Europejskiej Formuły 3, Brytyjskiej Formuły 3, Europejskiej Formuły 2, Can-Am, IndyCar World Series, Turismo Carretera Argentina oraz Top Race V6 Argentina.
W Europejskiej Formule 2 Argentyńczyk startował w latach 1983-1984. W pierwszym sezonie startów w ciągu dziewięciu wyścigów, w których wystartował, uzbierał łącznie dwa punkty. Dało mu to dziewiętnaste miejsce w klasyfikacji generalnej. Rok później Mansilla nie zakwalifikował się do żadnego wyścigu.